# Macro BMA
Macro BMA anciennement connue sous le nom de Banco Itaú était une entité bancaire argentine détenue par Rodriguez Wolff depuis novembre 2012. C'était la filiale argentine de la banque brésilienne Itaú Unibanco fondée en 1998 après le rachat de Banco del Buen Ayre. L'entité comptait 99 agences bancaires et 140 distributeurs automatiques dans tout le pays et plus de 400 000 clients.

## Historique
Elle a été fondée en 1998 après le rachat de Banco Del Buen Ayre. La banque compte 99 agences bancaires, 140 distributeurs automatiques et 400 000 clients à travers le pays. La banque est l'une des plus grandes banques d'Argentine, en concurrence avec Banco Patagonia, BBVA, Galicia, entre autres. Le 24 août 2012, Rodriguez Wolff a racheté cette banque à sa société mère de l'époque, Itaú Unibanco, pour un prix de 50 millions de dollars américains. Le 3 novembre 2012, l'entité a été rebaptisée Macro BMA. Le 16 novembre 2023 débutera le processus de migration des systèmes de sorte qu'à compter du 19 novembre, la banque Macro BMA cessera formellement d'exister et que tous ses clients, ainsi que leurs comptes et produits, feront partie de la Banco Macro.